# Антоније Вуковић
Антоније Вуковић (Сарајево, 2. јул 1872 – Београд, 24. мај 1959) је био ветеринар и декан Факултета ветеринарске медицине Универзитета у Београду. Један је од најзаслужнијих професора за развој ветерине у Србији. Био је декан од 1941–1943, и писац великог броја стручних уџбеника. Значајан је његов рад у области ветеринарске патологије и заразних болести. Био је први предавач предмета Судско ветеринарство.

## Дела
- Како се шире заразне болести животиња (1922)
- Црни пришт или црнац - са десет слика (1923)
- Сакагија код коња и људи (1925)
- Свињска куга, црни пришт и метиљ (1926)
- Бактерије и болести (заразне болести код стоке и људи) (1926)
- Ветеринарске поуке (1929)
- Болести које пси преносе на људе и стоку (1930)
- Сточна хигијена и како ћемо очувати нашу стоку да буде здрава и од користи (1932)
- Тровања месом и другим намирницама за живот (1933)
- О алкохолизовању народа (1933)
- Бес или беснило (бесноћа) са 13 слика (1933)
- Прелазне и прилепчиве болести (1934)
- Преглед животних намирница анималног порекла (1935)
- Говеђа куга и како ћемо од ње очувати нашу стоку
- Општа патологија са 78 слика у четири тома (1939,1940)
- Специјална патолошка анатомија домаћих животиња (1948)[4]